# 괴수 8호: 미션 리컨
《괴수 8호: 미션 리컨》(일본어: 怪獣8号 保科の休日)는 2025년 3월 28일 개봉된 만화 괴수 8호의 1기 총집편과 동시개봉하는 괴수 8호의 스핀오프 극장판이다.

## 등장인물

### 메인 캐릭터
히비노 카프카
성우 - 후쿠니시 마사야
이치카와 레노
성우 - 카토 와타루
시노미야 키코루
성우 - 파이루즈 아이
아시로 미나
성우 - 세토 마사미
호시나 소우시로
성우 - 카와니시 켄고
후루하시 이하루
성우 - 신 유우키

## 참고 사항
- 수입사는 애니플러스이다.
- 3주간만 상영한다.